# 居鑾中華中學
居銮中华中学（简称銮中）是马来西亚柔佛州居銮市的华文独立中学。该校创办于1918年，在籍学生约3000人。该校为全日制中学，主要以华语教学，并设有40余项联课活动，以提高学生自治能力，培养服务精神，启发领导才华。
銮中原校长吳小燕于2025年6月20日不幸离世，现由陈维毅代任校长，副校長為陳來發、何晓娟。

## 校史

### 创办学校
居銮中华中学创办于1918年。1947年，中华学校开办初中部，并向中华民国侨委会注册为“居銮中华中小学”，采用海外侨教统一校训——礼、义、廉、耻。
1957年，居銮中华中小学增设高中部，同年马来西亚教育部制订《1957年教育法令》，华文小学纳入国家教育体系，即国民型小学。次年，中小学正式分家，小学定名为中华第一、第二、第三小学。中学因董事会拒绝改制，于1961年正式成为华文独立中学。

### 硬体建设
1953年，董事会成功向政府申请到南峇山麓13英亩半的土地，成立建校委员会，展开建校工程与筹募建校经费活动。次年，柔佛州华校视学官耿威廉主持新校舍动土礼。1956年，首阶段第一期建校工程完成，新校舍正式启用，第二期建校工程（校长宿舍等）和第三期建校工程（教师宿舍等）则分别于1957年和1959年完成。第四期建校工程行政大楼于1962年建竣，顶层设置“秀科图书馆”。第五期建校工程大礼堂于1968年落成，并由柔佛州苏丹依斯迈殿下莅临主持开幕典礼。1980年颜文举昆仲捐献该校10万元，大礼堂命名为“颜登受堂”。
1982年，董事会决议展开第二阶段的硬体建设发展扩充工程，时任首相马哈迪·莫哈末莅临主持颜文举科学大楼奠基礼。该大楼于1986年落成启用，并由马哈迪莅临主持启用典礼。
1989年，鉴于学生人数突破三千人，学校动工兴建四层楼高的颜登受学生综合大楼，作为外地生的宿舍。1991年该综合大楼竣工启用，并于次年举行开幕典礼。
1992年，銮中举办自创校以来的第一次万人宴，筹获500余万令吉款项，充作姚永芳行政楼与拿督邱文玉教学楼建筑经费。姚永芳行政楼已于1991年举行奠基礼，1996年动工兴建，1998年落成启用，并于2000年开幕。邱文玉教学楼则于1992年举行奠基礼，1994年建竣启用，次年开幕。
2008年柔佛州州务大臣阿都干尼莅临该校主持“致知苑”六层课室大楼奠基礼。房屋及地方政府部长黄家定主持“致知苑”动土礼 。2010年“致知苑”课室大楼开幕，底层附设图书馆——“黄添才馆”和“李淞川馆”。
2015年，缅怀追思已故陈诗圣校长的“诗圣园”开幕。次年中国驻马大使黄惠康为学生第二宿舍“国玉楼”主持开幕。
2018年銮中建校一百周年，“銮中世纪馆”正式开幕。
2019年全国华文独中首间拥有国际标准塑料跑道的诚兴体育场启用，銮中的硬体建设基本完成。

### 办学方针和课程

#### 办学方针
1982年，时任校长陈诗圣响应董教总的华文独中办学方针，全面采用董总独中工委会所编纂的统一课本。2018年，董事会制定崭新的办学方针——“銮中236·全球任我行”获得由《星洲日报》主办、《星洲网》联办的第一届“星洲教育奖”中的“卓越教育机构奖”（华文独中）。

#### 课程
2021年，配合国家STEAM的课程模式，推出创客课程。

### 学生人数
现有在校学生约为2700多人，主要来自西马各地和邻近国家。

### 管理认证和质量评估
2006年，銮中成功取得国际标准化组织ISO9001:2000管理认证，并于2017年取得ISO9001:2015提升版管理认证，使该校的行政管理体系从ISO9001:2008提升至ISO9001:2015版本。此外，该校于2016年获得马来西亚教育部颁发私立学校组五星卓越中学证书（SKIPS）

### 马哈迪到访
1982年4月16日，时任马来西亚首相马哈迪·莫哈末到访銮中为科学大楼主持奠基礼。
1986年2月21日，马哈迪第二次到访銮中为科学大楼主持落成启用礼。

### 其他事项

#### 校庆
2008年，该校举办创校90周年庆“南山銮水风华九十”万人宴，排演“銮中之路”史诗歌舞剧，筹获款项1048万令吉，用于兴建“致知苑”。此外，高达3304名师生参与“戊子年千人挥春”活动，该活动列入马来西亚记录大全（The Malaysia Book of Records）的人文成就项目新记录。
2018年，该校举办百年校庆万人宴，筹获2200万令吉的“銮中投资基金”。

#### 电脑化与网上教学
2009年，推行E-Class网上教学平台。2020年，受新冠肺炎疫情冲击，该校首次开启网上教学模式。

## 董事会和校友会

### 董事会
现任董事会会长是王培荣，其父亲是校友王成宗，曾于2011年当选首位校友董事长。

### 校友会
銮中已成立三个校友会，分别是居銮中华学校校友会（1973年成立）、柔南居銮中华学校校友会（1984年成立）和中马居銮中华校友会（1999年成立）。

## 历任校长

銮中第十三任校长陈诗圣

銮中在二战后复校以来的历任校长如下：
1. 林希贤（1946）
2. 胡超球（1947）
3. 孙一尘（1948）
4. 甘伯厚（1949）
5. 倪枝瑞（1950—1952）
6. 邱新民（1953—1957）
7. 龙程逵（代校长）（1958）
8. 叶人（代校长）（1959）
9. 朱施民（1959—1960）
10. 王瑞璧（英语：Wang Sui Pick）（1961—1966）
11. 宋世猷（1967—1970）
12. 宋世廉（1971—1980）
13. 陈诗圣（1981—1996）
14. 林廷泽（1997）
15. 房良通（1997—2000）
16. 叶柏松（2001—2002）
17. 廖伟强（2003—2023）
18. 吴小燕（2024—2025）